# Cotă evreiască
O cotă evreiască era o cotă rasială discriminatorie menită să limiteze sau să interzică accesul evreilor la diferite instituții. Astfel de cote au fost răspândite în secolele al XIX-lea și al XX-lea în țările dezvoltate și prezente frecvent în învățământul superior, adesea la universități prestigioase.

## Situația în diferite țări

### Canada
Unele universități din Canada, în special Universitatea McGill, Université de Montréal și Facultatea de Medicină a Universității din Toronto, aveau cote de mult timp privind numărul de evrei admiși la universitățile respective. Cota strictă a Universității McGill a fost cea mai longevivă, fiind adoptată oficial în 1920 și rămânând în vigoare până la sfârșitul anilor 1960.

### Germania
În Germania, o serie întreagă de rezoluții numerus clausus au fost adoptate în 1929 pe baza rasei și a locului de origine, nu și a religiei.
La 25 aprilie 1933, guvernul nazist a introdus o cotă de 1,5% pentru noile admiteri ale germanilor non-arieni, adică, în esență a evreilor germani — ca problemă centrală a unei legi care pretindea că limitează în general numărul de studenți (arieni și non-arieni) admiși la licee (höhere Schulen) și universități. În plus, liceele și universitățile considerate a avea mai mulți studenți decât este necesar pentru profesiile pentru care își formau studenții au fost obligate să-și reducă numărul de studenți; făcând acest lucru, ei trebuiau să ajungă la maximum 5% dintre studenții germani ne-arieni. Se presupune că legea a fost adoptată pentru a evita supraaglomerarea școlilor și universităților, care a citat îngrijorări aparente la acea vreme că un număr mare de studenți ar scădea calitatea învățământului superior în Germania. La începutul anului 1933, aproximativ 0,76% din populația germană era evreică, dar peste 3,6% dintre studenții germani erau evrei, acest număr scăzând constant de la peste 9% în anii 1880.  După 30 iulie 1939, evreilor nu li s-a mai permis deloc să frecventeze școlile publice germane, iar legea anterioară a cotelor a fost eliminată printr-un regulament nefăcut public în ianuarie 1940. p. 193
Pe lângă agenda lor puternică și predominant antisemită, legea și reglementările ulterioare au fost folosite temporar pentru a limita accesul general la universitate la alte grupuri care nu au fost considerate „non-ariene”, așa cum presupunea numele legii. Începând cu 1934, un regulament a limitat numărul total de studenți admiși în universitățile germane și a fost introdusă o cotă specială care reducea admiterea femeilor la maximum 10%. Deși limitele nu au fost aplicate în întregime, cota pentru femei a rămas puțin peste 10%, în principal pentru că un procent mai mic de bărbați decât femeile au continuat admiterea la universitate, ceea ce a făcut ca femeile să intre într-o carieră universitară de aproximativ două ori mai greu decât pentru bărbații cu aceeași calificare. S. 80 și urm. După două semestre, aceste limite de admitere au fost revocate însă, lăsând în vigoare reglementările pentru nearieni. p. 178

### Ungaria
Actul Numerus Clausus a fost introdus în 1920, sub guvernul lui Pál Teleki. Se spunea că componența etnică a corpurilor studențești trebuie să îndeplinească rata etnică a populației. Limitările au fost relaxate în 1928. Criteriile rasiale în admiterea noilor studenți au fost eliminate și înlocuite cu criterii sociale. Au fost înființate cinci categorii: funcționari publici, veterani de război și ofițeri de armată, mici proprietari și artizani, industriași și clasele comercianților.

### Polonia
Vezi Numerus clausus în Polonia și băncile Ghetto.

### România
Numerus Clausus nu a fost introdus prin lege, dar a fost adoptat de studenții din universitățile din Cluj, București, Iași și Cernăuți.

### Rusia
Numerus Clausus a fost adoptat în 1887, afirmând că ponderea studenților evrei nu ar trebui să fie mai mare de 10% în orașele în care evreilor li se permitea să locuiască, 5% în alte orașe și doar 3% în Moscova și Sankt Petersburg. Aceste limitări au fost înlăturate în primăvara anului 1917, după abdicarea țarului în timpul fazei timpurii a Revoluției Ruse din 1917–1918 (așa-numita Revoluție din Februarie); mai târziu, la sfârșitul anilor 1940, în timpul fazei inițiale a Războiului Rece și a valului campaniei anti-„cosmopolit fără țară”, o discriminare grosolană de facto a solicitanților evrei a fost reintrodusă în multe instituții de învățământ superior din Uniunea Sovietică până în perioada perestroikăi.   

### Statele Unite
Anumite universități private, în special Harvard, au introdus politici care plasau efectiv o cotă asupra numărului de evrei admiși la universitate. Abbott Lawrence Lowell, președintele Universității Harvard din 1909 până în 1933, a tras un semnal de alarmă cu privire la o „problemă evreiască”, când numărul studenților evrei a crescut de la șase la sută la douăzeci și doi la sută între 1908 și 1922. Lowell a susținut că „să se pună o limită pentru numărul celor care vor fi admiși ulterior la universitate”. Implementarea unei cote privind numărul de evrei nu a fost exclusiv doar la Harvard. După anunțul făcut de Harvard din 1926 despre instituirea unei „noi politici de admitere [care] ar pune mare accent pe caracter și personalitate, Yale Daily News i-a lăudat decizia și a prezentat propria sa versiune despre modul în care Yale ar trebui să-și aleagă studenții într-un editorial important, „Insula Ellis pentru Yale”. A cerut universității să instituie legi privind imigrația mai prohibitive decât cele ale guvernului Statelor Unite”. Potrivit istoricului David Oshinsky, scriind despre Jonas Salk, „Majoritatea școlilor de medicină din jur (Cornell, Columbia, Pennsylvania și Yale) aveau cote rigide în vigoare. În 1935, Yale a acceptat 76 de candidați dintr-un grup de 501. Aproximativ 200 dintre acești solicitanți erau evrei și doar cinci au intrat”. El observă că instrucțiunile decanului Milton Winternitz au fost remarcabil de precise: „Nu admite niciodată mai mult de cinci evrei, nu lua decât doi catolici italieni și nu luați deloc negri”. Drept urmare, Oshinsky a adăugat: „Jonas Salk și sute ca el” s-au înscris la Universitatea din New York. Fizicianul și laureatul Nobel Richard P. Feynman a fost respins de la Columbia College în anii 1930 și a mers în schimb la MIT.
Potrivit cărții lui Dan Oren, Joining the Club — A History of Jews and Yale, politica informală de admitere a Universității Yale de a limita numărul studenților evrei din școală la aproximativ 10% s-a încheiat la începutul anilor 1960. 

### Iugoslavia
În 1940, guvernul Regatului Iugoslaviei a promulgat Decretul privind înscrierea persoanelor de origine evreiască la universitate, școală secundară, colegiu de formare a profesorilor și alte școli profesionale, care a limitat proporția de studenți evrei la proporția evreilor în totalul populației.